# Suck My Kiss
Pour les articles homonymes, voir suck.
Singles de Red Hot Chili Peppers
Breaking the Girl
(1992) If You Have to Ask
(1993)
Suck My Kiss est une chanson des Red Hot Chili Peppers extraite de leur album Blood Sugar Sex Magik. Le single, sorti en 1992, est devenu un des morceaux funk les plus célèbres des Red Hot, en partie grâce à la prestation de Flea à la basse et en partie en raison du caractère sexuel des paroles, caractéristiques des chansons du groupe à l'époque.
En 2000, la chanson a été parodiée par Richard Cheese sur son album Lounge Against the Machine.